# Мілютин Володимир Павлович
Володимир Павлович Мілютин (Мілютін) (24 жовтня 1884, село Олександрово (Кудінцево) Льговського повіту Курської губернії, тепер Курської області, Російська Федерація — розстріляний 30 жовтня 1937, місто Москва, Російська Федерація) — радянський діяч, економіст, народний комісар землеробства РРФСР, керуючий Центрального статистичного управління СРСР, член ВЦВК. Депутат Установчих зборів Російської республіки в 1917 році. Член ЦК РСДРП(б) з квітня по листопад 1917 року та з грудня 1917 по березень 1918 року. З серпня по жовтень 1917 року був членом Вузького складу ЦК РСДРП(б). Кандидат у члени ЦК РКП(б) у 1920—1922 роках. Член Центральної контрольної комісії ВКП(б) у 1924—1934 роках.

## Біографія
Народився в багатодітній родині сільського вчителя Павла В'ячеславовича Мілютіна. Навчався в Курському реальному училищі, яке закінчив у 1903 році. Тоді ж вступив на юридичний факультет Петербурзького університету, через рік висланий зі столиці, пізніше навчався в Московському комерційному інституті.
Член РСДРП (меншовиків) з 1903 року.
Вів партійну роботу в Курську, Москві, Орлі, Санкт-Петербурзі, Тулі. За революційну діяльність вісім разів був заарештований; провів у в'язниці близько п'яти років, з них два роки в одиночці («Хрести» в Санкт-Петербурзі); два рази був на засланні у Вологодській губернії.
Член РСДРП(б) з 1910 року.
У червні 1914 року добровільно вступив на військову службу як однорічник російської царської армії.
З березня 1917 року — член Саратовського комітету РСДРП(б), перший голова Саратовської ради робітничих і солдатських депутатів.
З липня 1917 року — товариш (заступник) голови міської думи Петрограда.
У жовтні 1917 року — член Петроградського військово-революційного комітету. З 21 жовтня 1917 року за дорученням ЦК РСДРП(б) разом з Свердлов і Сталіним керував більшовицькою фракцією II з'їзду Рад.
З 27 жовтня (9 листопада) по 4 (17) листопада 1917 року — народний комісар землеробства РРФСР. У листопаді 1917 року виступив за створення коаліційного лівого уряду і в знак протесту проти рішення ЦК РКП(б) про однопартійний уряд подав заяву про вихід з ЦК і РНК. 29 листопада 1917 року визнав помилковість своїх заяв і відкликав заяву про вихід з ЦК.
У листопаді 1917 — березні 1918 року — завідувач економічного відділу ВЦВК РРФСР.
23 березня — 3 квітня 1918 року — в.о. голови Вищої ради народного господарства (ВРНГ) РРФСР. З березня по листопад 1918 року — член Президії ВРНГ РРФСР. 30 листопада 1918 — 28 травня 1921 року — заступник голови ВРНГ РРФСР та член Ради праці і оборони РРФСР.
Професор економічного відділення факультету суспільних наук (1919—1923?), професор кафедри економічної політики факультету радянського права (1926—1928?) Московського університету.
У 1921—1922 роках — заступник голови Економічної наради Західної області.
У 1922—1924 роках — представник Комуністичного Інтернаціоналу в Австрії і на Балканах.
У 1924—1928 роках — член колегії Народного комісаріату робітничо-селянської інспекції СРСР.
Одночасно, в 1925—1927 роках — заступник голови Комуністичної академії. Член президії Великої радянської енциклопедії.
3 березня 1928 — 23 січня 1930 року — керуючий Центрального статистичного управління СРСР — народний комісар СРСР.
Одночасно, в березні 1928 — квітні 1934 року — заступник голови Державної планової комісії при РНК СРСР.
У січні 1930 — квітні 1934 року — керуючий економіко-статистичного сектора Державної планової комісії при РНК СРСР.
У квітні 1934 — 26 липня 1937 року — голова Комітету із завідування вченими та навчальними установами ЦВК СРСР.
26 липня 1937 року заарештований органами НКВС. Засуджений Воєнною колегією Верховного суду СРСР 29 жовтня 1937 року до страти, розстріляний наступного дня. Похований на Донському цвинтарі Москви.
26 травня 1956 року посмертно реабілітований.

## Праці
- «Скільки коштує війна і хто повинен розплачуватися за неї» (1917)
- «Сільськогосподарські робітники і війна» (1917)
- «Навіщо нам потрібна демократична республіка» (1917)
- «Земельне питання в Росії» (1918)
- «Сучасний економічний розвиток Росії і диктатура пролетаріату (1914-1918 рр.)» (1918)
- «Соціалізм і сільське господарство» (1919)
- «Народне господарство Радянської Росії. Короткий нарис організації управління і положення промисловості Радянської Росії» (1920)
- «Основні завдання відбудови народного господарства. До VIII з'їзду Рад» (1920)
- «Новий період світової економіки: курс лекцій з економіки перехідного періоду» (1923)
- «Теоретична робота комуністів в 1924 році» (1925)
- «Аграрна політика в СРСР» (1926)
- навчальний посібник «Основи радянської економічної політики» (1926)
- «Історія економічного розвитку СРСР» (1928)